# L'admiració de Brooklyn
L'admiració de Brooklyn (títol original en anglès: The Kid from Brooklyn) és una pel·lícula dels Estats Units de Norman Z. McLeod estrenada el 1946. Ha estat doblada al català.

## Argument
Un tímid lleter es veu embolicat en una baralla de carrer a la porta del club nocturn on treballa la seva germana. Sense saber-ho, colpeja el campió del món de boxa. Després de la rellevància que agafa el tema per la seva difusió als diaris, el mànager del boxejador li ofereix l'oportunitat d'enfrontar-se de nou amb ell al ring. Per mitjà d'una sèrie de combats potinejats, el lleter comença a pensar que és invencible. Remake de "La Via Làctia" un film de Leo McCarey de 1936.

## Repartiment
- Danny Kaye: Burleigh Hubert Sullivan
- Virginia Mayo: Polly Pringle
- Vera-Ellen: Susie Sullivan
- Steve Cochran: Speed McFarlane
- Eve Arden: Ann Westley
- Walter Abel: Gabby Sloan
- Lionel Stander: Spider Schultz
- Fay Bainter: Sra. E. Winthrop LeMoyne
- Clarence Kolb: Wilbur Austin
- Victor Cutler: fotògraf
- Charles Cane: Willard - periodista
- Jerome Cowan: anunciant
- Don Wilson: anunciant
- Knox Manning: anunciant
- Kay Thompson: la matrona
- Johnny Downs: el mestre de cerimònies